# Ephippiochthonius pieltaini
Espèce
Synonymes
- Chthonius pieltaini Beier, 1930

Ephippiochthonius pieltaini est une espèce de pseudoscorpions de la famille des Chthoniidae.

## Distribution
Cette espèce est endémique d'Italie. Elle se rencontre en Vénétie et en Lombardie dans des grottes.

## Description
La femelle holotype mesure 1,7 mm.
Les mâles mesurent de 1,3 à 1,45 mm et les femelles de 1,4 à 1,8 mm.

## Étymologie
Cette espèce est nommée en l'honneur de Cándido Luis Bolívar y Pieltáin.

## Publication originale
- Beier, 1930 : Neue Höhlen-Pseudoscorpione der Gattung Chthonius. Eos, Madrid, vol. 6, p. 323-327 (texte intégral).